# گوزن‌موش خالدار هندی
گوزن‌موش خالدار هندی (نام علمی: Moschiola indica) نام یک گونه از سرده گوزن‌موش‌های خالدار است.